# Hrossharsgrani
Hrossharsgrani est un groupe autrichien de viking metal. Il est formé en 1998 par Alex « Hugin » Wieser. Le groupe est inactif depuis la sortie de l'album Schattenkrieger en 2003.

## Historique
Hrossharsgrani est initialement formé en 1998 comme projet solo orienté « ambient viking » par le chanteur, guitariste et bassiste Alex « Hugin » Wieser. Le groupe fait ses premières marques en mai 1999 avec une première démo intitulée Der Pfad Zum Tor Der Toten. La cassette est limitée à 33 exemplaires, mais réussit à se faire éditer encore plus à la suite d'un gain d'intérêt de la part du public. Par la suite sort la cassette de 16 chansons From the Dark Ages en novembre la même année, cette fois limitée à 250 exemplaires. Des répétitions intitulées Blut et Sagen und Gedichte sont publiées en très petite quantité. Le label français Chanteloup Creations éditera la cassette In the Mystic Forest à 300 exemplaires.
Sabine Pernusch participe à l'album Ancient Tales, publié en 2000 ; l'album est édité en format CD, et en cassette sur laquelle est incluses quatre chansons bonus. Chanteloup Creations publie une deuxième cassette, Die RÃ¼ckkehr Zum Pfade, limitée à 300 copies. Après avoir recruté Fylgja et Munin Hungin, Hrossharsgrani signe avec le label CCP Records pour la sortie de l'album ...of Battles Ravens and Fire en 2000. L'album fait aussi participer les membres de session Roland Königstorfer et Claus Prellinger. L'album The Secret Fire (2001) est enregistré par le trio au studio Linz par de nombreux autres membres de session qui incluent David Piribauer, Dominik Hindinger, Claus Prellinger, Mr. Treegardner, Gerald Thallinger, Barbara Bretbacher, Ursula Gattringer, Gerda Kaiser, Hannes Mahringer, et Anja Pretl,. En 2003 sort l'album Schattenkrieger,. Le groupe est depuis cette sortie inactif.

## Membres

### Dernier membre
- Alex « Hugin » Wieser - chant, tous les instruments (depuis 1998)

### Anciens membres
- Fylgja - chant
- Munin - tous les instruments
- Pr.Sergiy - chant (sur Dead Meat)
- Bart Piette - chant (sur Dead Meat)

## Discographie
- 1998 : Der Pfad Zum Tor Der Toten (démo)
- 1999 : From the Dark Ages (cassette démo)
- 2000 : Ancient Tales
- 2000 : ...of Battles, Ravens and Fire
- 2001 : The Secret Fire
- 2003 : Schattenkrieger